# Damen i svart
Damen i svart är en svensk thrillerfilm från 1958 i regi av Arne Mattsson. I huvudrollerna ses Anita Björk, Sven Lindberg, Karl-Arne Holmsten och Annalisa Ericson. Filmen följdes av Mannekäng i rött, Ryttare i blått, Vita frun och Den gula bilen, där makarna Hillman fortsatte att lösa brott.

## Handling
Privatdetektiven John Hillman och hans fru Kajsa besöker vänner på Holmfors bruk när flera personer försvinner mystiskt. En ung dam försvinner en natt på bruket. Hon sågs gå iväg för att posta ett brev, och är därefter borta. Samma natt har "familjespöket" Svarta Damen varit synlig. Många har motiv och många har uppfört sig mystiskt...

## Om filmen
Damen i svart är den första i en serie om fem filmer om privatdetektiven John Hillman skrivna av Folke Mellvig och i regi av Arne Mattsson. I filmen gjorde skådespelaren Lena Granhagen sin filmdebut. Filmen hade premiär på biograf Olympia i Stockholm den 1 februari 1958. Damen i svart utkom året efter filmpremiären i bokform.
Damen i svart är en av titlarna i boken Tusen svenska klassiker (2009).
Filmen är inspelad i det norduppländska vallonbruket Strömsbergs bruk. Den har visats på TV4 och vid ett flertal tillfällen i SVT, bland annat 1990, 2001, 2010, i november 2019 och i juli 2025.

## Rollista
- Karl-Arne Holmsten – John Hillman, privatdetektiv
- Annalisa Ericson – Kajsa Hillman, hans fru
- Nils Hallberg – Freddy Sjöström, Johns assistent
- Anita Björk – Inger von Schilden
- Sven Lindberg – Christian von Schilden, bruksdisponent, hennes man
- Isa Quensel – Cecilia von Schilden, hans syster
- Lena Granhagen – Sonja Svensson, modell
- Sif Ruud – Aina Engström, skulptör
- Lennart Lindberg – Björn Sandgren, bruksingenjör
- Torsten Winge – Hansson, mystiske mannen
- Åke Lindman – David Frohm, verkmästare
- Ingrid Borthen – Dagmar Frohm, hans fru
- Margareta Bergman – Nanna, hushållerska
- Sonja Westerbergh – Maja, husa
- John Norrman – Andersson
- Catherine Berg – Ann-Marie Hansson, Christians sekreterare
- Kotti Chave – Sune Öhrgren, kommissarie
- Erik Strandell – landsfiskal
- Per-Olof Ekvall – fjärdingsman
- Per-Axel Arosenius – Johansson, polis
- Gösta Lycke – polis
- Karl-Erik Forsgårdh – polis
- Mille Schmidt – motorcykelpolis
- John Melin – busschaufför
- Curt Löwgren – Erik
- Ludde Juberg – kyrkvaktmästare
- Leif Nilsson – Pelle

## Kritik
Vid filmpremiären mottogs filmen överlag positivt. "Damen i svart är kanske den bästa thriller som gjorts här i landet" menade Robin Hood i Stockholms-Tidningen. Dock menade Nils Beyer i Morgon-Tidningen att handlingen var rörig och plottrig.

## DVD
Filmen gavs ut på DVD 2008 och i samlingsboxarna 5 Hillmanklassiker 2003, Privatdetektiv Hillman box 2010 och Den stora Hillmanboxen 2018.